# Pernå
Pernå (finska: Pernaja) är en kommundel i staden Lovisa i landskapet Nyland i Finland. Pernå ligger vid sydkusten mellan staden Borgå och centralorten Lovisa.
Pernå var en egen kommun fram till årsskiftet 2009/2010 då den sammanslogs med staden Lovisa. Före kommunsammanslagningen hade Pernå kommun cirka 4 000 invånare (31 december 2009) och en total areal på 425,39 km².
Befolkningen är övervägande svensktalande. Före kommunsammanslagningen räknades Pernå som en tvåspråkig kommun med svenska som majoritetsspråk (60 %) och finska som minoritetsspråk (38 %).
Pernå församling sammanslogs 2019 med andra församlingar i nejden, och de bildade Agricola svenska och Agricola finska församlingar, vilka har namn efter Finlands reformator Mikael Agricola, som föddes i Pernå. Han har i sin tur antagligen fått sitt namn efter Pernå kyrka, som är helgad åt ärkeängeln Mikael.

## Geografiska namn
Byar som tillhörde före detta Pernå kommun är Bagarböle, Baggböle, Baggnäs, Bergby, Blybergs, Erlandsböle, Fasarby, Forsby (fi. Koskenkylä), Gammelby (fi. Vanhakylä), Garpgård, Gerby, Gislarböle, Gislom, Greggböle, Grevböle, Hardom, Horslök (belägen på Sarvsalö), Härpe (fi. Härkäpää), Idlax (med Dalsvik), Isnäs, Kabböle, Kejvsalö (uttalas tjejv-, fi. Keipsalo), Kuggom (folkhögskola), Kuskosk (del av Malmgård, fi. Kuuskoski), Kärpe (uttalas tjä:rpe, fi. Kärppä), Kärpnäs (en del av Idlax, uttalas tj-), Lappnor (del av Sarvlax), Liljendal, Malmgård, Malmsby, Mästlax, Pitkäpää, Pålböle, Påvalsby (fi. Paavalinkylä) Rabbas, Rike, Rönnäs, Rösund, Sarvlax (fi. Sarvilahti), Sjögård, Sondarö, Stadslandet (en del av Sarvsalö), Särklax (fi. Särkilahti), Tetom, Tjuvö (del av Sarvlax), Torsby, Villmansgård, Våtskär.

Gårdar och egendomar är Forsby gård, Greggböle, Hagaböle, Labby, Malmgård, Näse, Norrsarvlax, Sarvlax, Segersby, Sjögård, Tervik, Tetom och Tjusterby.
Öar, holmar och skär är Altarskär, Bästö, Hirvsalö (fi. Hirvisalo), Hudö, Killingö, Orrengrund (lotsstation), Strömslandet (halvö inom Sarvlax by).
Forsby å (fi. Koskenkylänjoki) rinner genom kommunen. Hammarforsen är en fors. Röjsjö är en mosse. Sarvlaxträsket är en sjö.

Ett axplock bilder över herrgårdar i Pernå
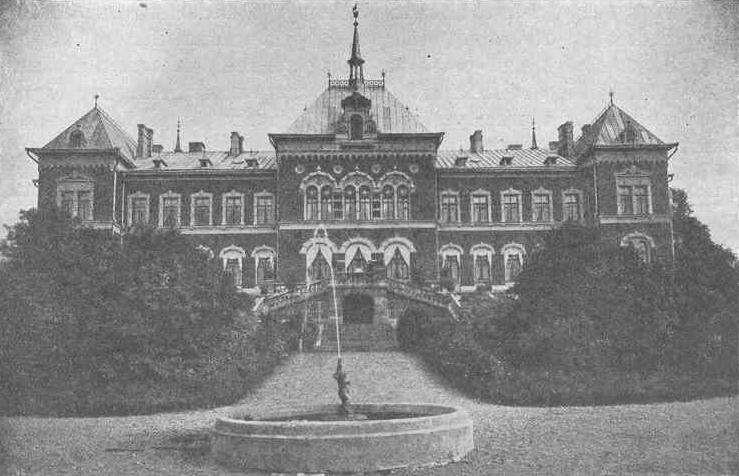
Malmgård i Pernå
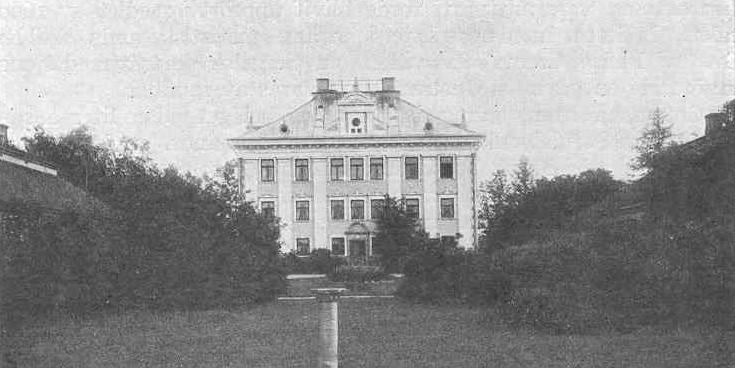
Sarvlaks i Pernå.
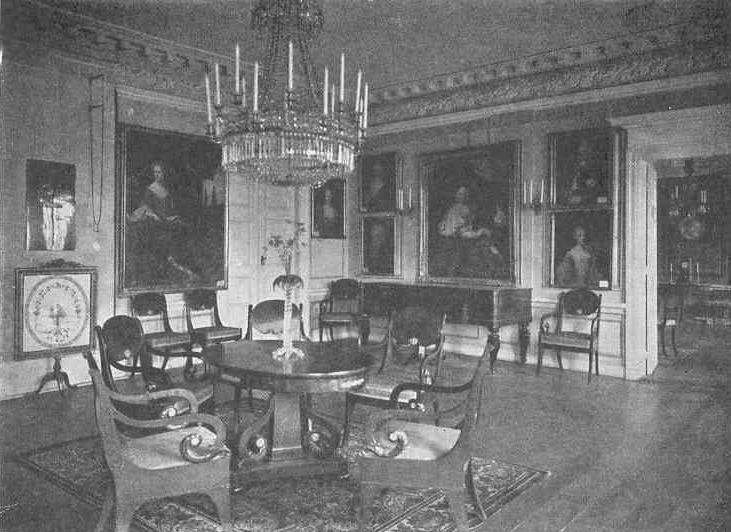
Salen på Tervik i Pernå.
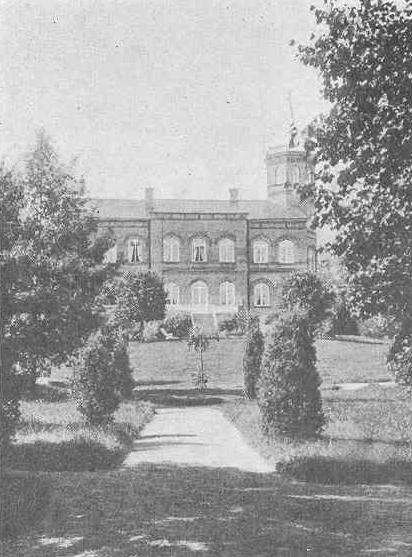
Tjusterby i Pernå.

## Politik

### Mandatfördelning i Pernå kommun, valen 1976–2008
| 7 | 2 | 12 |

| 1 | 7 | 1 | 12 |

| 1 | 6 | 13 | 1 |

| 7 | 14 |

| 7 | 1 | 13 |

| 5 | 1 | 15 |

| 5 | 1 | 1 | 14 |

| 5 | 1 | 1 | 1 | 13 |

| 11 | 10 |

| 4 | 1 | 3 | 13 |

| 13 | 8 |

## Näringsliv
Vid Pernåviken finns Isnäs bruk, där det tidigare fanns bland annat ett sågverk.

## Kultur
Pernå är känt för sina många gods och herrgårdar och i centralorten finns en medeltida kyrka. I Kuggom by finns Lurens sommarteater. I Torsby finns en minnessten över Mikael Agricola som anses som finska språkets fader.

### Rönnäs skärgårdsmuseum
Rönnäs skärgårdsmuseum, öppnat 1985, är ett lokalt kulturhistoriskt museum som drivs av Skärgårdsmuseiföreningen. Det är beläget i Lovisa skärgård. I museets grundutställning visas bland annat den Östnyländska skärgårdens näringar och kultur, samt båtar och båtbyggnad. Museet öppnades 1985.
Museet beskriver skärgårdens kolonisation och visar hur agrara näringar anpassats till den maritima kulturen. Ett genomgående tema är båten, som utgjort skärgårdsbornas viktigaste redskap i såväl näringar som kommunikationer. Museet omfattar även en intressant samling av främst inombordsmotorer. Förutom skärgårdens basnäringar, såsom sälfångst, fiske och fågelskytte, belyser utställningarna kustseglation och lotsning i Östnyland.

### Kända personer med anknytning till Pernå
Finlands reformator och finska skriftspråkets fader, Mikael Agricola, föddes som son till en finlandssvensk fiskare omkring 1510 i Torsby by i Pernå dåvarande socken. Visduon Uffe & Bosse kommer ursprungligen från Pernå.
Frälseätten Grabbe ägde under 1500-talet godset Segersby i Pernå.
Släkten Perman kommer ursprungligen från Pernå. Tre bondsöner, Thomas, Jost och Hindrich, flyttade kring 1660 från Pernå till Stockholm. De tog sig namnet Perman av sin födelseby Pernå. Thomas Perman (1639-93) blev lakanhandlare och rådman. Han var en av nio som av Karl XI utnämndes till titulärrådman. Vid sin död efterlämnade han 7 fastigheter och ett antal skepp. Ett av husen var huset Tre kronor vid Järntorget, i Gamla stan. Hans sommarbostad var den permanska malmgården på Kungsholmen som revs 1902. Han skänkte en stor mässingsljuskrona samt silversaker till Pernå kyrka. Två av Thomas söner, Hans och Isak, adlades Olivecrona. Thomas yngste son Samuel blev landssekreterare i Älvsborgs län. Han är huvudman för släkten Perman.
En av ortens mest namnkunniga män är den finländske författaren och seglaren Göran Schildt. Han var hemmahörande i Hormnäs vid Pernåviken - mellan Pernå och Lovisa. Hit seglade han också först sin klassiska båt Daphne, vilken är mångbeskriven i litteraturen, speciellt dess färder i Medelhavet.